# Lindenkreuz
Lindenkreuz es un municipio situado en el distrito de Greiz, en el estado federado de Turingia (Alemania). Tiene una población estimada, a fines de 2021, de 431 habitantes.
Es parte de la colectividad de municipios (verwaltungsgemeinschaft) de Münchenbernsdorf. 
Está ubicado a poca distancia al sur de la ciudad de Gera y al norte de la frontera con el estado de Sajonia.